# Sonate pour piano no 3 de Beethoven
Pour les articles homonymes, voir Sonate pour piano (homonymie).
La Sonate pour piano no 3 en do majeur, opus 2 no 3, de Ludwig van Beethoven, fut composée entre 1794 et 1795 et dédiée avec les sonates no 1 et no 2 à son maître Joseph Haydn.
Elle bénéficia, comme les deux autres sonates de l'opus 2, d'un accueil favorable du public et de la critique. 
C'est la plus virtuose des premières sonates de Beethoven. Comme la no 2, elle présente un scherzo dans le troisième mouvement à la place du traditionnel menuet.
Elle comporte quatre mouvements et son exécution dure environ 24 minutes :
1. Allegro con brio
2. Adagio
3. Scherzo. Allegro
4. Allegro assai